# Retinitis punctata albescens
La retinitis punctata albescens, es una rara enfermedad ocular hereditaria que se transmite según un patrón autosómico recesivo. Está provocada por una mutación que afecta casi siempre al gen RLBP1 que codifica la proteína CRALBP. Se manifiesta por afectación de la retina, la capa del ojo sensible a la luz que contiene las células fotorreceptoras que son los conos y los bastones. Los síntomas se inician en la infancia y consisten en ceguera nocturna (nictalopia) y la aparición de depósitos de color blanquecino en la retina, visibles mediante el oftalmoscopio. Más adelante disminuye de forma progresiva la agudeza visual y la amplitud del campo visual, produciéndose zonas de atrofia en la porción más periférica de la retina. Algunos estudiosos consideran esta enfermedad como una variedad del fundus albipunctatus. En la actualidad no existe ningún tratamiento disponible para curar la afección.